# Хан Ван Йон
Хан Ван Йон (韓王龍, англ. Han Wang-Yong народився 1966 в Південній Кореї) — відомий південнокорейський альпініст, гімалаїст, підкорив всі 14 найвищі вершини світу.

## Ранні роки
Народився в Окгу (Гюньсан) — наймолодший син в сім'ї з трьох синів і двох дочок. Представляв свою школу як футболіст, а виш — як бейсболіст.

## Досягнення
У 2003 р. став 11-ю людиною у світі, що підкорила всі 14 восьмитисячників Землі. Відтоді він очолював експедиції для очищення схилів гір від сміття, залишеного іншими альпіністів на схилах of К2 та Евересту.